# Consejo departamental de Indre y Loira
El Consejo departamental de Indre y Loira es la asamblea deliberativa correspondiente al Departamento francés de Indre y Loira, una comunidad territorial descentralizada que tiene su sede en la ciudad de Tours. Comprende 38 consejeros departamentales elegidos en los 19 cantones del departamento.

## Historia

Escudo de Indre y Loira

Los departamentos fueron creados en 1789, durante la Revolución francesa. Fueron dotados de un Consejo departamental que elegía un presidente y un directorio ejecutivo. En 1800 fueron reorganizados para que cada departamento contara con un consejo departamental, un prefecto y un consejo de prefectura. El prefecto pasó a detentar el poder ejecutivo, mientras que al consejo se dio un papel consultivo. Mediante ley de 10 de agosto de 1871, los departamentos, que estaban bajo el paraguas del Estado, pasan a tener cierta autonomía.
Un siglo después, en 1982, en virtud de la ley de descentralización de 2 de marzo, desaparece el puesto de prefecto y es sustituido por el del presidente del Consejo departamental, que a partir de ahora podrá ejercer funciones de asamblea territorial con determinadas funciones:
- Asistencia social: infancia, discapacitados, mayores, prevención sanitaria, inserción laboral, RSA.
- Carreteras departamentales y transporte escolar.
- Educación: gestión de material y personal técnico de escuelas y colegios.
- Cultura: archivos, bibliotecas, museos y patrimonio departamental.
- Desarrollo local: ayuda a asociaciones y comunas.
- Servicios contra incendios: SDIS (service départemental d'incendie et de secours).
- Vivienda: alojamientos solidarios (FSL) y fondos de ayuda para renovación de viviendas.

En 2015, los llamados Consejos generales pasan a llamarse Consejos departamentales con la introducción de listas cremallera (mujer-hombre) en pos de la paridad.

## Presidentes del consejo departamental
- 1800 	Prudent-Jean Bruley
- 1815	Louis Gabriel de Contades
- 1833	Alexandre Goüin
- 1840	Maurice de Flavigny
- 1841 	César Bacot
- 1841 	M. de Thoré
- 1850 	Paul Panon Desbassayns de Richemont
- 1871	Georges Houssard
- 1871	Charles Guinot
- 1893	Alfred Tiphaine
- 1900 	Antoine-Dieudonné Belle
- 1910 	Alphonse Chautemps
- 1922	Paul Germain
- 1943	Charles Vavasseur
- 1945	Sébastien Paul Guillaume-Louis
- 1947	Sébastien Paul Guillaume-Louis
- 1957	Louis Sevestre
- 1958	Marc Desaché (UNR-UDR)
- 1970	André-Georges Voisin (UDR-RPR)
- 1992	Jean Delaneau	(UDF, DL)
- 2001	Marc Pommereau
- 2008	Claude Roiron (PS)
- 2011	Marisol Touraine (PS)
- 2012 	Frédéric Thomas
- 2015  Jean-Yves Couteau
- 2016	Jean-Gérard Paumier	(LR)

## Composición
Desde 2016 el presidente del consejo departamental Indre y Loira es Jean-Gérard Paumier, que fue reelegido en 2021 como único candidato. Los resultados de 2021 fueron:
| Presidente del Consejo departamental     |       |       |            |                                 |
| Jean-Gérard Paumier (LR)                 |       |       |            |                                 |
| Partido                                  | Sigla | Sigla | Consejeros | Grupos                          |
| Mayoría (22 escaños)                     |       |       |            |                                 |
| Los Republicanos                         | LR    | LR    | 6          | Un nouveau cap pour la Touraine |
| Unión de los Demócratas e Independientes | UDI   | UDI   | 6          | Un nouveau cap pour la Touraine |
| Divers droite                            | DVD   | DVD   | 8          | Un nouveau cap pour la Touraine |
| Union à droite                           | UD    | UD    | 2          | Un nouveau cap pour la Touraine |
| Oposición (16 escaños)                   |       |       |            |                                 |
| Partido Socialista                       | PS    | PS    | 2          | Touraine au cœur                |
| Divers gauche                            | DVG   | DVG   | 8          | Touraine au cœur                |
| Ecologiste                               | Eco   | Eco   | 2          | Touraine au cœur                |
| La República en Marcha                   | LREM  | LREM  | 2          | Touraine solidaire              |
| Union à gauche avec des écologistes      | UECO  | UECO  | 2          | Touraine solidaire              |

## Asesores departamentales
El consejo departamental se compone de 38 consejeros departamentales de las 19 comunas.